# Heinrich Karl Beyrich
Heinrich Karl Beyrich ( 22 de marzo de 1796 - 15 de septiembre de 1834 ) fue un botánico, briólogo, micólogo y explorador alemán, aborigen de Wernigerode.
Estudia botánica en la Universidad de Gotinga, y hacia 1819 desarrolla excursiones botánicas a través del norte y el este de Italia. Entre 1822 a 1823 viaja en una expedición científica a Brasil financiado por el gobierno de Prusia para recolectar flora para los Jardines botánicos de Pfaueninsel y de Neu-Schönberger. En septiembre de 1834, mientras expediciona por Norteamérica, enferma y fallece en Fort Gibson, localizado en el presente en el Estado de Oklahoma.

## Honores

### Eponimia
Especies
- (Acanthaceae) Amphiscopia beyrichii Nees in Mart.
- (Asteraceae) Erigeron beyrichii Hort. Berol. ex Torr. & A.Gray
- (Asteraceae) Phalacroloma beyrichii Fisch. & C.A.Mey.
- (Brassicaceae) Aethionema beyrichii Tausch
- (Gentianaceae) Centaurium beyrichii B.L.Rob.
- (Krameriaceae) Krameria beyrichii Sporl. ex O.Berg
- (Orchidaceae) Galeandra beyrichii Rchb.f. (orquídea de Beyrich)
- (Orchidaceae) Orchis beyrichii Dalla Torre & Sarnth.

- La abreviatura «Beyr.» se emplea para indicar a Heinrich Karl Beyrich como autoridad en la descripción y clasificación científica de los vegetales.[2]